# Compositor de ajedrez
Un compositor de ajedrez es una persona que crea estudios o problemas de ajedrez. Normalmente se especializan en un género en particular, como por ejemplo estudios, mate en dos, tres o más movimientos, ayudantes, automates o problemas alternativos al ajedrez. Además, cada compositor tiene su propio estilo de composición, estableciendo su tipo según las llamadas escuelas de composición.
Algunos compositores producen un gran número de composiciones, mientras otros intentan conseguir tanta calidad como sea posible y presentan sus trabajos en contadas ocasiones.
Para los compositores es posible obtener títulos oficiales de la FIDE, normalmente por un número de problemas publicados en los conocidos como FIDE Albums.